# Sant Climent d'Ardòvol
Sant Climent d'Ardòvol és una església de Prullans (Baixa Cerdanya) inclosa a l'Inventari del Patrimoni Arquitectònic de Catalunya.

## Descripció
De l'antic edifici de planta rectangular en resten només els murs perimetrals, de llevant i de migdia, en una alçada aproximada de 3 metres. La nau mesura 6m i té una obertura als cinc metres. Al mur de llevant hi ha una obertura d'arc de mig punt tapiada. Aquest mur està adossat a una construcció veïna. En l'interior hi queden restes d'arrebossat. En una fotografia de 1964 (GAVÍN: Inv...) s'aprecia com encara conservava el campanar d'espadanya i els altres dos murs. La reabilitació recent li ha retornat l'ús.

## Història
L'església parroquial va ser consagrada el 890 pel Bisbe d'Urgell Ingolbert (885-893) sota l'advocació de Sant Climent. Més tard fou dedicada a la Mare de Déu del Roser.
Restaurada a finals del segle xx, 1979, amb una coberta nova.